# Mauborget
Mauborget ist eine politische Gemeinde im Distrikt Jura-Nord vaudois des Kantons Waadt in der Schweiz.

## Geographie
Mauborget ist mit einer Höhe von 1170 m ü. M. im Ortszentrum die höchstgelegene Gemeinde im Schweizer Jura, 8 km nördlich der Bezirkshauptstadt Yverdon-les-Bains (Luftlinie). Das Bauerndorf erstreckt sich am Südhang der Chasseron-Kette, in aussichtsreicher Lage mehr als 700 m über der Ebene des Schweizer Mittellandes. An klaren Tagen reicht die Sicht auf die ganze Alpenkette vom Mont-Blanc-Massiv bis zur Region von Pilatus und Glärnisch.
Die Fläche des 5,5 km² grossen Gemeindegebiets umfasst einen Abschnitt auf der Antiklinale des Chasseron. Der Gemeindeboden erstreckt sich vom bewaldeten Steilhang La Côte nordwärts über die Rodungsinsel der Terrasse von Mauborget (auch Balcon du Jura Vaudois genannt) auf die Höhe En Tévenon (1323 m ü. M.) und zur Geländemulde Prés de la Meule. Im Bereich von Mauborget ist die Chasseron-Antiklinale in mehrere Kämme aufgeteilt: Nördlich von En Tévenon folgt die Höhe von La Joux (mit 1430 m ü. M. der höchste Punkt der Gemeinde) und dann der Kessel des Bois de la Vaux, der mit dem Bach Bied durch die Schlucht Poëta Raisse zur Areuse entwässert wird. Auf der Chasseron-Kette befinden sich ausgedehnte Jurahochweiden mit den typischen mächtigen Fichten, die entweder einzeln oder in Gruppen stehen. Von der Gemeindefläche entfielen 1997 3 % auf Siedlungen, 71 % auf Wald und Gehölze, 25 % auf Landwirtschaft, und etwas weniger als 1 % war unproduktives Land.
Zu Mauborget gehören einige Einzelhöfe auf den Jurahöhen. Die Nachbargemeinden von Mauborget sind im Westen und Süden Fontaines-sur-Grandson und im Südosten und Osten Tévenon im Kanton Waadt sowie im Norden Val-de-Travers im Kanton Neuenburg.

## Bevölkerung
Mit 134 Einwohnern (Stand 31. Dezember 2023) gehört Mauborget zu den kleinsten Gemeinden des Kantons Waadt. Von den Bewohnern sind 92,9 % französischsprachig, 4,7 % deutschsprachig und 1,2 % englischsprachig (Stand 2000). Die Bevölkerungszahl von Mauborget belief sich 1900 auf 92 Einwohner, danach halbierte sie sich bis 1980 (41 Einwohner). Besonders in den letzten Jahren wurde hingegen wieder ein deutlicher Bevölkerungsanstieg verzeichnet.

## Wirtschaft
Mauborget war bis Mitte des 20. Jahrhunderts ein hauptsächlich durch die Landwirtschaft geprägtes Dorf. Noch heute spielen die Viehzucht und die Milchwirtschaft eine bedeutende Rolle als Erwerbsquelle der Bevölkerung. In den letzten Jahrzehnten hat sich Mauborget auch zu einer Wohngemeinde entwickelt. Da es ausserhalb des primären Sektors kaum Arbeitsplätze im Dorf gibt, sind viele Erwerbstätige Wegpendler, die vor allem in Yverdon arbeiten.

### Tourismus
Dank seiner schönen Lage hat sich Mauborget zu einem Ferienort mit einigen Wochenend- und Ferienhäusern entwickelt. Im Sommer ist Mauborget mit seiner Umgebung ein beliebtes Ausflugsziel als Erholungsort und als Ausgangspunkt für Wanderungen. Westlich des Ortes ist im Winter jeweils ein Skilift in Betrieb.

## Verkehr
Die Gemeinde liegt weit abseits der grösseren Durchgangsstrassen. Die Hauptzufahrt erfolgt von Grandson, oberhalb des Ortes führt eine Strasse nach Sainte-Croix, die andere über die Chasseronkette nach Couvet. Durch den Postautokurs, der von Yverdon nach Mauborget verkehrt, ist das Dorf an das Netz des öffentlichen Verkehrs angebunden. Zeitweise fährt auch ein Bus nach Sainte-Croix.

## Geschichte
Die erste urkundliche Erwähnung des Ortes erfolgte 1403 unter dem Namen Villar Malborget. Der Ortsname ist von mauvais (schlecht) und borget (kleiner Ort/Flecken) abgeleitet. Mauborget gehörte zu Beginn des 15. Jahrhunderts zur Herrschaft Grandson. Nach 1476 wurde Grandson eine Vogtei unter der gemeinen Herrschaft von Bern und Freiburg. Erst 1730 wurde Mauborget nach der Aufteilung des Meieramtes Fiez eine selbständige Gemeinde. Nach dem Zusammenbruch des Ancien Régime gehörte das Dorf von 1798 bis 1803 während der Helvetik zum Kanton Léman, der anschliessend mit der Inkraftsetzung der Mediationsverfassung im Kanton Waadt aufging. Mauborget besitzt keine eigene Kirche, es gehört zur Pfarrei Villars-Burquin.